# Dan Grigore
Dan Grigore (né le 6 août 1943) est un pianiste classique roumain. Il est considéré comme l'un des grands pianistes du XXe siècle, ainsi que l'un des quatre plus grands pianistes roumains de tous les temps (avec Clara Haskil, Dinu Lipatti et Radu Lupu).

## Jeunesse
Dan Grigore est né en 1943 à Bucarest, en Roumanie. Son père, Nicolae Grigore, est un pilote de chasse dans l'armée de l'air roumaine et héros de la Seconde Guerre mondiale (par la suite promu général). Sa mère, Polixenia (née Cosîmbescu) est une femme au foyer.
Grigore prend ses premiers cours de musique avec sa mère, qui avait étudié le violon à l'adolescence. À l'âge de trois ans, il commence à jouer ses propres compositions. En 1949, à six ans, il commence des cours particuliers de piano avec Eugenia Ionescu, une enseignante qui avait étudié à Leipzig avec Robert Teichmüller et Max Reger . Ionescu se rend immédiatement compte que l'enfant avait un ton absolu. Il est vite devenu clair que Grigore était un enfant prodige.
Eugenia Ionescu a l'habitude d'organiser des soirées musicales chez elle, où elle invite des pianistes et des professeurs célèbres de l'époque à l'écouter, notamment Florica Musicescu, Cella Delavrancea, Constanța Erbiceanu, Muza Ciomac, Silvia Șerbescu, Nadia Chebap et Madeleine Cocorăscu. C'est au cours de ces soirées musicales que Dan Grigore est découvert par le compositeur et professeur Mihail Jora (membre de l'Académie roumaine), un ami proche de George Enescu et ancien professeur de Dinu Lipatti.
Vers 1955, la famille de Grigore est en grande difficulté financière à la suite de l'occupation soviétique de la Roumanie (23 août 1944). Après la montée au pouvoir du Parti communiste roumain (en ratant les élections générales de 1946) et l'abdication forcée du roi Michel I de Roumanie, le père de Grigore est dépouillé de ses décorations militaires et renvoyé de l'armée pendant la grande purge communiste des années 1950. À la même époque, le grand-père maternel de Grigore est emprisonné après avoir envoyé une lettre à l'ambassade américaine décrivant des abus du régime communiste. Compte tenu des difficultés de la famille et du talent inhabituel de l'enfant, Mihail Jora propose de donner gratuitement des cours privés à Grigore, ce qu'il fait pendant les sept années suivantes (entre 1955-1962). Jora a une grande admiration pour son jeune élève. Ainsi, dans une référence envoyée au ministère de la Culture, il déclare : « Dan Grigore est un talent exceptionnel auquel tous les soi-disant "grands talents roumains" ne sont pas comparables. ». Cela mène à une bourse spéciale (1955-1958) décernée par l'Association roumaine des compositeurs.
En 1957, à l'âge de quatorze ans, Grigore fait sa première apparition sur scène avec trois œuvres récemment découvertes de George Enescu (Chorale, Burlesque et Carillon nocturne de la Suite pour piano n ° 3 Pièces impromptues, Op.18) .
Entre 1958 et 1962, Dan Grigore étudie également auprès du professeur Florica Musicescu, ancien professeur de Dinu Lipatti. à la même époque, il reçoit une bourse spéciale de la princesse Maria Cantacuzino, veuve de George Enescu, qui lui permet d'utiliser le piano du grand compositeur pendant cinq ans.

## Éducation et carrière
En 1962, sur la recommandation de ses deux mentors, Florica Musicescu et Mihail Jora, Grigore reçoit une bourse de cinq ans pour fréquenter le Conservatoire de Saint-Pétersbourg. Il y a pour enseignant, notamment, Tatiana Kravchenko. Le contact avec la musique, la littérature et la société russes s'avère crucial pour le jeune pianiste. C'est aussi à cette époque qu'il assiste pour la première fois aux performances live de Sviatoslav Richter, Aldo Ciccolini et Arturo Benedetti Michelangeli . Cependant, un conflit de personnalité avec Kravchenko (malgré son excellent dossier étudiant), combiné aux conditions de vie extrêmement pauvres dans les établissements étudiants de l'Union soviétique (froid extrême, manque d'eau chaude courante, mauvaise nourriture, maladie et manque d'accès privé à un piano) l'amènent à abandonner après ses deux premières années, en 1964. Grigori obtient une bourse complète pour le Conservatoire de Bucarest, où il poursuit ses études en tant qu'étudiant de troisième année. Il termine ses études comme premier de classe en 1967.
En 1968, la professeure et chef d'orchestre Nadia Boulanger offre à Grigore une bourse complète pour le Conservatoire américain de Fontainebleau, ce qui est cependant refusé par le régime communiste roumain. En 1969, Jora remporte le prix Herder et choisit Grigore pour la bourse Herder d'un an à l'Académie de musique de Vienne (sous la direction du professeur Richard Hauser). Hauser est si impressionné par le jeune pianiste qu'en 1970, il tente d'obtenir une prolongation d'un an pour la bourse de Grigore. Cependant, à la suite de la mort de Hauser, le projet n'aboutit pas.

## Enregistrements notables
- 1987 - Schumann, Concerto pour piano en la mineur, avec Emil Simon et l'Orchestre philharmonique de Cluj-Napoca
- 1987 - Beethoven, Concerto pour piano n ° 5 (Beethoven), avec Emil Simon et l'Orchestre philharmonique de Cluj-Napoca
- 1987 - Grieg, Concerto pour piano en la mineur, avec Emil Simon et l'Orchestre philharmonique de Cluj-Napoca
- 1987 - Tchaikovsky, Concerto pour piano n ° 1 (Tchaikovsky), avec Cristian Mandeal et l'Orchestre philharmonique de Cluj-Napoca
- ? ? ? ? - Brahms, Concerto pour piano n ° 1 (Brahms), avec Mihai Brediceanu et l'Orchestre philharmonique "George Enescu"

## Prix et distinctions
- Chevalier de l'Ordre des Arts et des Lettres, France (1999)
- Grand-Croix de l'Ordre national du service fidèle, Roumanie (2000)
- Docteur Honoris Causa, Université nationale des arts George Enescu, Iași, Roumanie (2005)
- Grand-croix de l'ordre national de l'étoile de Roumanie, Roumanie (2007)
- Décoration royale de la croix de la maison royale roumaine, Roumanie (2008)
- Décoration royale de Nihil Sine Deo, Roumanie (2013)
- Pianiste de la Maison Royale de Roumanie, Roumanie (2013)